# Adly Mansur
Adli Mahmoud Mansour (àrab: عدلي محمود منصور, ʿAdlī Maḥmūd Manṣūr) (el Caire, Egipte, 23 de desembre del 1945) és un polític i advocat egipci, president de facto del país del 3 de juliol de 2013 al 8 de juny de 2014.

## Biografia
Nascut al Caire, Mansour es va llicenciar en Dret a la Universitat del Caire l'any 1967, diplomant-se posteriorment en dret públic. El 1970 va obtenir un postgrau en ciències de l'administració, traslladant-se a França el 1977 on es va graduar a l'Escola Nacional de l'Administració.
Va començar la seva carrera política com a advocat del Ministeri de Comerç egipci, on hi va estar fins al 1990. Des del 1984, també va ser assessor del Consell d'Estat, del qual el 1992 va ser nomenat vicepresident. Aquell mateix any, a finals de desembre, seria nomenat Vicepresident de la Cort Suprema Constitucional d'Egipte.
Home de baix perfil, l'1 de juliol del 2013 va ser nomenat President de la Cort Suprema i el dia 3 de juliol d'aquell mateix any, després d'una sèrie de protestes a Egipte en el mes de juliol de 2013, i el posterior derrocament del President electe Mohamed Mursi, va ser designat com a President interí d'Egipte pel Ministre de Defensa Abdul Fatah al-Sisi. El nomenament de Mansur com a president va ser recolzat per les forces armades i per diversos líders religiosos i polítics, inclosos el gran imam Ahmad al-Tayyib, el papa copte Tauadros II i el polític opositor Mohamed al-Baradei.